# Circuito cántabro de travesías a nado
El Circuito cántabro de travesías a nado es una creciente liga organizada por la Federación Cántabra de Natación que en 2007 cumple su IV edición y constará de 6 pruebas.

## Edición 2006
- V Travesía Virgen del Mar (Santander)
- XII Travesía Punta Parayas (Camargo)
- VI Travesía Pantano del Ebro (Campoo) Cto Regional
- II Travesía Villa de Suances (Suances)
- Ascenso Río Pas (Piélagos)
- IX Travesía Bahía de Santander (Santander)
- III Travesía Playa de Salve (Laredo)

## Edición 2007
- 3 de junio: la Virgen del Mar, distancias 2.000 y 800 m
- 30 de junio: Punta Parayas, distancias 2.500, 800 y 300 m
- 14 de julio: Playa Salvé de Laredo, distancias 2.000, 800 y 300 m
- 21 de julio: Pantano del Ebro, distancias 2.500, 1.000 y 300 m
- 4 de agosto: Río Pas, distancias 5.000, 1.800 y 300 m
- 15 de agosto: Bahía de Santander, distancias 6.000, 1.800 y 300 metros. Campeonato Regional

## Edición 2008
- 28 de junio 2008memorial Pepe Gancedo (Camargo)300, 800 y 2500 m.
- 5 de julio de 2008 Playa Salvé Laredo 300, 800 y 2000 m.
- 19 de julio de 2008 VIII Noja de la playa de Ris a Trengandin 3500 m.
- 26 de julio de 2008 Pantano del Ebro 300, 1000 y 2500 m.
- 3 de agosto de 2008 Ascenso al Río Pas 300, 1800 y 5000 m.
- 15 de agosto de 2008 Bahía de Santander 300, 1800 y 6000 m.

## Historial
| Edición    | Nº pruebas | Vencedor Masculino                 | Vencedor Femenino               |
| 1.ª (2004) | 6          | Pablo Gutiérrez (A.D. Campurriana) | Rocío Lastra (Camargo)          |
| 2.ª (2005) | 7          | Guillermo Cifrián (Camargo)        | Cristina Rodríguez (Baracaldo)  |
| 3.ª (2006) | 7          | Sergio Pedreo (Baracaldo)          | Emma García (Santa Olaya)       |
| 4.ª (2007) | 6          | Adnam Mustafic (ACN Fadura)        | Ziortza Llorente (CN Barakaldo) |